# قلعه (کرمانشاه)
قلعه شهری کوچک از توابع بخش بیلوار  شهرستان کرمانشاه در استان کرمانشاه است.

## موقعیت
موقعیت شهر قلعه در مرکز بخش بیلوار  و شمالی ترین شهر استان  با فاصله 45 کیلومتری شهر کرمانشاه قرار دارد
و در پنج کلومتری شهرستان کامیاران از توابع استان کردستان می‌باشد
خانی و قلعه محمد حسن خان ایجاد شد. در اسفند ۱۳۹۶ وزارت کشور جمهوری اسلامی ایران به صورت رسمی روستای قلعه را به شهر تبدیل کرد.

## جمعیت
این شهر مرکز بخش بیلوار است و براساس سرشماری مرکز آمار ایران در سال ۱۳۹۵، جمعیت آن ۱۱۳۰ نفر بوده‌است.